# 29 Komenda Odcinka Kleszczele
29 Komenda Odcinka Kleszczele – samodzielny pododdział Wojsk Ochrony Pogranicza.
29 Komenda Odcinka sformowana została w 1945 w strukturze organizacyjnej 6 Oddziału Ochrony Pogranicza. We wrześniu 1946 odcinek przekazano nowo sformowanemu Białostockiemu Oddziałowi WOP nr 6. W 1948, na bazie 29 Komendy Odcinka sformowano Samodzielny Batalion Ochrony Pogranicza nr 19.

## Struktura organizacyjna
Dyslokacja 29 Komendy Odcinka przedstawiała się następująco :
- komendantura odcinka i pododdziały sztabowe – Kleszczele
- 134 strażnica – Białowieża
- 135 strażnica – Jodłówka
- 136 strażnica – Czeremcha
- 137 strażnica – Tokary

## Dowódcy komendy
- por. Janusz Woronowicz[3]
- mjr Sztuka[4]